# Halvor Næs

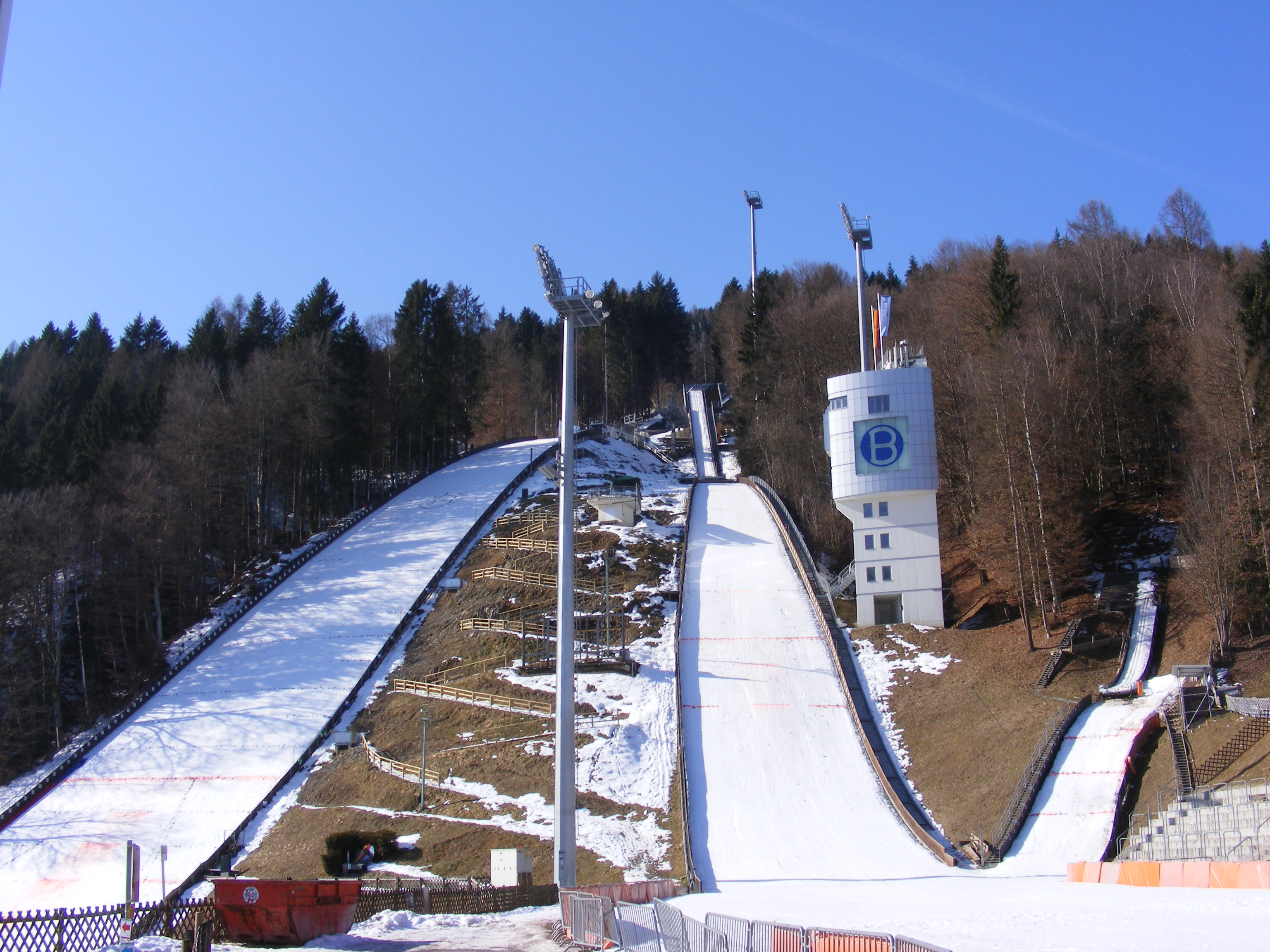
Paul-Ausserleitner-Schanze i Bischofshofen där Halvor Næs vann deltävlingen i den allra första backhopparveckan 1953.

Halvor Næs, född 19 april 1928 i Trysil i Hedmark fylke, död 13 oktober 2022 i Trysil, var en norsk backhoppare. Han vann en delseger i första säsongen tysk-österrikiska backhopparveckan arrangerades. Han representerade IL Trysilgutten.

## Karriär
Halvor Næs deltog i Svenska skidspelen 1951 i Sundsvall. Där blev han nummer 3 efter hemmahopparen Karl Holmström och lagkamraten Arne Hoel. Han blev nummer 12 i norska mästerskapen i Narvik samma år. Mästerskapen vanns av Erling Kroken från Nedre Sigdal IL.
Næs kvalificerade sig till att få tävla under olympiska spelen 1952 på hemmaplan i Holmenkollen i Oslo. Backhoppstävlingen ägde rum inför nära 150.000 entusiastiska åskådare. Förväntningarna till de norska backhopparna var extremt höga. Efter första omgången låg den allra största norska favoriten, Torbjørn Falkanger i ledningen före lägst rankade norrmannen Arnfinn Bergmann. Antti Hyvärinen från Finland och Toni Brutscher (Tysklands förenade lag) delade tredjeplatsen och svenskarna Karl Holmström och Bror Östman delade femteplatsen. Halvor Næs låg på en åttonde plats efter första genomkörning. I andra omgången hoppade Arnfinn Bergman bäst av alla och vann det olympiska guldet. Falkanger säkrade en norsk dubbel, medan Karl Holmström hade omgångens näst bästa hopp och belönades med en bronsmedalj. halvor Næs hade tillsammans med Falkanger det tredje bästa hoppet i andra genomkörning och delade fjärdeplatsen sammanlagt med Toni Brutscher, 9,5 poäng efter olympiska mästaren Bergmann, 6,0 poäng efter silvermedaljören Falkanger och 3,0 poäng efter Karl Holmström på tredje plats.
Tysk-österrikiska backhopparveckan arrangerades första gången 1953. Öppningstävlingen ägde rum i Garmisch-Partenkirchen 1 januari 1953. Næs slutade på fjärde plats, 3,0 poäng efter segrande lagkamraten Asgeir Dølplads och 2,0 poäng efter österrikaren Sepp Bradl. I andra tävlingen, i Oberstdorf vann andra lagkamraten, Erling Kroken, före Bradl och Dølplads. Næs tog en ny fjärdeplats. I tävlingen i Innsbruck vann Sepp Bradl före Dølplads och svenske Harry Bergqvist. Halvor Næs tog sin tredje fjärdeplats i rad. Næs vann avslutningstävlingen i Bischofshofen före Bradl och Bergqvist och slutade på andra plats totalt, endast 1,1 poäng efter segrande Sepp Bradl. Asgeir Dølplads blev nummer 3 sammanlagt.
Halvor Næs deltog i Skid-VM 1954 i Falun i Sverige och blev nummer 8 i en tävling som vanns av Matti Pietikäinen från Finland före landsmannen Veikko Heinonen och hemmahoppet Bror Östman. Næs slutade som nummer åtta.
Næs startade i sitt andra OS 1960 i Squaw Valley i Kalifornien i USA. Där blev han nummer 11 i en tävling som vanns av Helmut Recknagel (Tysklands förenade lag) före Niilo Halonen från Finland och österrikaren Otto Leodolter.
Halvor Næs tävlade i norska mästerskapen i perioden 1951 till 1966. Han blev norsk mästare i Mo i Rana 1957. Han har också två bronsmedaljer från norska mästerskap, i Nedre Eiker 1960 och i Røros 1961. Han blev nummer 4 i Holmenkollrennet 1953, nummer 4 också 1959 och nummer 9 1960.

## Utmärkelser
Halvor Næs tilldelades Holmenkollenmedaljen 1964 tillsammans med Eero Mäntyranta, Georg Thoma och Veikko Kankkonen.